# Zuidoost-Aziatisch kampioenschap voetbal 2020
De Zuidoost-Aziatisch kampioenschap voetbal 2020 (ook AFF Suzuki Cup 2020) is de 13de editie van het ASEAN voetbalkampioenschap, voor de nationale voetbalploegen van landen aangesloten bij de ASEAN. Dit is officieel het toernooi dat in 2020 zou worden afgewerkt, maar door coronapandemie werd het verplaatst naar april en mei van 2021. Daarna werd het nog keer verplaatst naar december 2021. Het werd gespeeld in Singapore. Thailand won het toernooi voor de zesde keer.

## Deelnemende landen
| Land       | Deelname | Beste resultaat                        |
| ---------- | -------- | -------------------------------------- |
| Cambodja   | 8e       | Groepsfase                             |
| Indonesië1 | 13e      | Tweede                                 |
| Laos       | 12e      | Groepsfase                             |
| Maleisië   | 13e      | Winnaar (2010)                         |
| Myanmar    | 13e      | Vierde                                 |
| Filipijnen | 12e      | Halve finale                           |
| Oost-Timor | 3e       | Groepsfase                             |
| Singapore  | 13e      | Winnaar (1998, 2004, 2007, 2012)       |
| Thailand1  | 13e      | Winnaar (1996, 2000, 2002, 2014, 2016) |
| Vietnam    | 13e      | Winnaar (2008, 2018)                   |

Gekwalificeerd
Teruggetrokken
Geen deelname
Geen lid van de AFF

1Twee landen mogen niet onder de eigen vlag spelen, vanwege een straf van het World Anti-Doping Agency (WADA).

## Stadions
| Kallang            | Bishan            |
| ------------------ | ----------------- |
| Nationaal Stadion  | Bishanstadion     |
| Capaciteit: 55.000 | Capaciteit: 6.254 |
|                    |                   |
| · Kallang Bishan   |                   |

## Groepsfase

### Groep A
| Pos. | Land       | GW | W | G | V | DV | DT | +/− | Ptn. |
| ---- | ---------- | -- | - | - | - | -- | -- | --- | ---- |
| 1    | Thailand   | 4  | 4 | 0 | 0 | 10 | 1  | +9  | 12   |
| 2    | Singapore  | 4  | 3 | 0 | 1 | 7  | 3  | +4  | 9    |
| 3    | Filipijnen | 4  | 2 | 0 | 2 | 12 | 6  | +6  | 6    |
| 4    | Myanmar    | 4  | 1 | 0 | 3 | 4  | 10 | –6  | 3    |
| 5    | Oost-Timor | 4  | 0 | 0 | 4 | 0  | 13 | –13 | 0    |

|                                                  |            |              |                            |                                                                                              |
| 5 december 2021 «onderlinge duels» 17:30 (UTC+8) | Oost-Timor | 0–2          | Thailand                   | Nationaal Stadion, Singapore Toeschouwers: 2.432 Scheidsrechter: Kassem Matar Al-Hatmi (OMA) |
| 5 december 2021 «onderlinge duels» 17:30 (UTC+8) |            | Externe link | 51' Pathompol 81' Supachok | Nationaal Stadion, Singapore Toeschouwers: 2.432 Scheidsrechter: Kassem Matar Al-Hatmi (OMA) |

|                                                  |                                    |              |         | |
| 5 december 2021 «onderlinge duels» 20:45 (UTC+8) | Singapore                          | 3–0          | Myanmar | Nationaal Stadion, Singapore Toeschouwers: 7.588 Scheidsrechter: Ahmed Faisal Mohammad Al Ali (JOR) |
| 5 december 2021 «onderlinge duels» 20:45 (UTC+8) | Baharudin 34' Ik. Fandi 39', 45+1' | Externe link |         | Nationaal Stadion, Singapore Toeschouwers: 7.588 Scheidsrechter: Ahmed Faisal Mohammad Al Ali (JOR) |

|                                                  |                                     |              |            |                                                                                        |
| 8 december 2021 «onderlinge duels» 17:30 (UTC+8) | Myanmar                             | 2–0          | Oost-Timor | Nationaal Stadion, Singapore Toeschouwers: 970 Scheidsrechter: Saoud Ali Al-Adba (QAT) |
| 8 december 2021 «onderlinge duels» 17:30 (UTC+8) | Than Paing 16' Maung Maung Lwin 50' | Externe link |            | Nationaal Stadion, Singapore Toeschouwers: 970 Scheidsrechter: Saoud Ali Al-Adba (QAT) |

|                                                  |            |              |                     |                                                                                     |
| 8 december 2021 «onderlinge duels» 20:30 (UTC+8) | Filipijnen | 1–2          | Singapore           | Nationaal Stadion, Singapore Toeschouwers: 8.922 Scheidsrechter: Kim Dae-yong (KOR) |
| 8 december 2021 «onderlinge duels» 20:30 (UTC+8) | Nazari 69' | Externe link | 61' Harun 63' Ramli | Nationaal Stadion, Singapore Toeschouwers: 8.922 Scheidsrechter: Kim Dae-yong (KOR) |

|                                                   |            |              |                                                                                     |                                                                                       |
| 11 december 2021 «onderlinge duels» 17:30 (UTC+8) | Oost-Timor | 0–7          | Filipijnen                                                                          | Nationaal Stadion, Singapore Toeschouwers: 420 Scheidsrechter: Nazmi Nasaruddin (MAS) |
| 11 december 2021 «onderlinge duels» 17:30 (UTC+8) |            | Externe link | 21' Steuble 31' Nazari 35' Guirado 40' Reichelt 45' Nyholm 45+1' Marañón 78'Ingreso | Nationaal Stadion, Singapore Toeschouwers: 420 Scheidsrechter: Nazmi Nasaruddin (MAS) |

|                                                   |                                                      |              |         | |
| 11 december 2021 «onderlinge duels» 20:30 (UTC+8) | Thailand                                             | 4–0          | Myanmar | Nationaal Stadion, Singapore Toeschouwers: 1.142 Scheidsrechter: Shukri Hussain Al-Alhunfush (KSA) |
| 11 december 2021 «onderlinge duels» 20:30 (UTC+8) | Teerasil 23', 53' (pen.) Worachit 78' Supachok 90+2' | Externe link |         | Nationaal Stadion, Singapore Toeschouwers: 1.142 Scheidsrechter: Shukri Hussain Al-Alhunfush (KSA) |

|                                                   |              |              |                          |                                                                                       |
| 14 december 2021 «onderlinge duels» 17:30 (UTC+8) | Filipijnen   | 1–2          | Thailand                 | Nationaal Stadion, Singapore Toeschouwers: 2.559 Scheidsrechter: Qasim Al-Hatmi (OMA) |
| 14 december 2021 «onderlinge duels» 17:30 (UTC+8) | Reichelt 57' | Externe link | 26', 78' (pen.) Teerasil | Nationaal Stadion, Singapore Toeschouwers: 2.559 Scheidsrechter: Qasim Al-Hatmi (OMA) |

|                                                   |                      |              |            |                                                                                           |
| 14 december 2021 «onderlinge duels» 20:30 (UTC+8) | Singapore            | 2–0          | Oost-Timor | Nationaal Stadion, Singapore Toeschouwers: 8.518 Scheidsrechter: Mohammed Al-Hoaish (KSA) |
| 14 december 2021 «onderlinge duels» 20:30 (UTC+8) | Swandi 4' Hamzah 70' | Externe link |            | Nationaal Stadion, Singapore Toeschouwers: 8.518 Scheidsrechter: Mohammed Al-Hoaish (KSA) |

|                                                   |                          |              |           |                                                                                             |
| 18 december 2021 «onderlinge duels» 20:30 (UTC+8) | Thailand                 | 2–0          | Singapore | Nationaal Stadion, Singapore Toeschouwers: 9.540 Scheidsrechter: Ahmad Yacoub Ibrahim (JOR) |
| 18 december 2021 «onderlinge duels» 20:30 (UTC+8) | Elias 31' Supachai 45+2' | Externe link |           | Nationaal Stadion, Singapore Toeschouwers: 9.540 Scheidsrechter: Ahmad Yacoub Ibrahim (JOR) |

|                                                   |                        |              |                       |                                                                                     |
| 18 december 2021 «onderlinge duels» 20:30 (UTC+8) | Myanmar                | 2–3          | Filipijnen            | Bishanstadion, Singapore Toeschouwers: 215 Scheidsrechter: Mohammed Al-Hoaish (KSA) |
| 18 december 2021 «onderlinge duels» 20:30 (UTC+8) | Htet Phyo Wai 74', 86' | Externe link | Marañón 16', 19', 45' | Bishanstadion, Singapore Toeschouwers: 215 Scheidsrechter: Mohammed Al-Hoaish (KSA) |

### Groep B
| Pos. | Land      | GW | W | G | V | DV | DT | +/− | Ptn. |
| ---- | --------- | -- | - | - | - | -- | -- | --- | ---- |
| 1    | Indonesië | 4  | 3 | 1 | 0 | 13 | 4  | +9  | 10   |
| 2    | Vietnam   | 4  | 3 | 1 | 0 | 9  | 0  | +9  | 10   |
| 3    | Maleisië  | 4  | 2 | 0 | 2 | 8  | 8  | 0   | 6    |
| 4    | Cambodja  | 4  | 1 | 0 | 3 | 6  | 11 | –5  | 3    |
| 5    | Laos      | 4  | 0 | 0 | 4 | 1  | 14 | –13 | 0    |

|                                                  |                  |              |                                               |                                                                                              |
| 6 december 2021 «onderlinge duels» 17:30 (UTC+8) | Cambodja         | 1–3          | Maleisië                                      | Bishanstadion, Singapore Toeschouwers: 518 Scheidsrechter: Shukri Hussain Al-Alhunfush (KSA) |
| 6 december 2021 «onderlinge duels» 17:30 (UTC+8) | Rosib 90' (pen.) | Externe link | 23' (pen.) Safawi 61' Akhyar 78' Kogileswaran | Bishanstadion, Singapore Toeschouwers: 518 Scheidsrechter: Shukri Hussain Al-Alhunfush (KSA) |

|                                                  |      |              |                                         |                                                                                       |
| 6 december 2021 «onderlinge duels» 20:00 (UTC+8) | Laos | 0–2          | Vietnam                                 | Bishanstadion, Singapore Toeschouwers: 812 Scheidsrechter: Ahmad Yacoub Ibrahim (JOR) |
| 6 december 2021 «onderlinge duels» 20:00 (UTC+8) |      | Externe link | 26' Nguyễn Công Phượng 55' Phan Văn Đức | Bishanstadion, Singapore Toeschouwers: 812 Scheidsrechter: Ahmad Yacoub Ibrahim (JOR) |

|                                                  |                                 |              |      |                                                                                         |
| 9 december 2021 «onderlinge duels» 17:30 (UTC+8) | Maleisië                        | 4–0          | Laos | Bishanstadion, Singapore Toeschouwers: 427 Scheidsrechter: Ammar Ebrahim Mahfoodh (BHR) |
| 9 december 2021 «onderlinge duels» 17:30 (UTC+8) | Safawi 7', 34', 80' Shahrul 78' | Externe link |      | Bishanstadion, Singapore Toeschouwers: 427 Scheidsrechter: Ammar Ebrahim Mahfoodh (BHR) |

|                                                  |                                       |              |                        |                                                                  |
| 9 december 2021 «onderlinge duels» 20:00 (UTC+8) | Indonesië                             | 4–2          | Cambodja               | Bishanstadion, Singapore Scheidsrechter: Yaqoob Abdul Baki (OMA) |
| 9 december 2021 «onderlinge duels» 20:00 (UTC+8) | Irianto 5', 33' Evan 17' Rumakiek 54' | Externe link | 37' Safy 60' Mony Udom | Bishanstadion, Singapore Scheidsrechter: Yaqoob Abdul Baki (OMA) |

|                                                   |              |              |                                                           |                                                                              |
| 12 december 2021 «onderlinge duels» 17:30 (UTC+8) | Laos         | 1–5          | Indonesië                                                 | Bishanstadion, Singapore Toeschouwers: 207 Scheidsrechter: Kim Hee-gon (KOR) |
| 12 december 2021 «onderlinge duels» 17:30 (UTC+8) | Souvanny 41' | Externe link | 23' (pen.) Asnawi 34' Irfan 56' Witan 77' Walian 84' Evan | Bishanstadion, Singapore Toeschouwers: 207 Scheidsrechter: Kim Hee-gon (KOR) |

|                                                   |                                                                  |              |          |                                                                                      |
| 12 december 2021 «onderlinge duels» 20:00 (UTC+8) | Vietnam                                                          | 3–0          | Maleisië | Bishanstadion, Singapore Toeschouwers: 976 Scheidsrechter: Ahmed Faisal Al-Ali (JOR) |
| 12 december 2021 «onderlinge duels» 20:00 (UTC+8) | Nguyễn Quang Hải 32' Nguyễn Công Phượng 36' Nguyễn Hoàng Đức 89' | Externe link |          | Bishanstadion, Singapore Toeschouwers: 976 Scheidsrechter: Ahmed Faisal Al-Ali (JOR) |

|                                                   |                                 |              |      |                                                                                 |
| 15 december 2021 «onderlinge duels» 17:30 (UTC+8) | Cambodja                        | 3–0          | Laos | Bishanstadion, Singapore Toeschouwers: 129 Scheidsrechter: Ahmad A'Qashah (SIN) |
| 15 december 2021 «onderlinge duels» 17:30 (UTC+8) | Vathanaka 31', 41' Chanthea 74' | Externe link |      | Bishanstadion, Singapore Toeschouwers: 129 Scheidsrechter: Ahmad A'Qashah (SIN) |

|                                                   |              |     |         |                                                                               |
| 15 december 2021 «onderlinge duels» 20:30 (UTC+8) | Indonesië    | 0–0 | Vietnam | Bishanstadion, Singapore Toeschouwers: 928 Scheidsrechter: Kim Dae-yong (KOR) |
| 15 december 2021 «onderlinge duels» 20:30 (UTC+8) | Externe link |     |         | Bishanstadion, Singapore Toeschouwers: 928 Scheidsrechter: Kim Dae-yong (KOR) |

|                                                   |                                                                 |              |          |                                                                                    |
| 19 december 2021 «onderlinge duels» 17:30 (UTC+8) | Vietnam                                                         | 4–0          | Cambodja | Bishanstadion, Singapore Toeschouwers: 909 Scheidsrechter: Yaqoob Abdul Baki (OMA) |
| 19 december 2021 «onderlinge duels» 17:30 (UTC+8) | Nguyễn Tiến Linh 3', 27' Bùi Tiến Dũng 55' Nguyễn Quang Hải 57' | Externe link |          | Bishanstadion, Singapore Toeschouwers: 909 Scheidsrechter: Yaqoob Abdul Baki (OMA) |

|                                                   |                  |              |                                      |                                                                                               |
| 19 december 2021 «onderlinge duels» 20:30 (UTC+8) | Maleisië         | 1–4          | Indonesië                            | Nationaal Stadion, Singapore Toeschouwers: 7.082 Scheidsrechter: Ammar Ebrahim Mahfoodh (BHR) |
| 19 december 2021 «onderlinge duels» 20:30 (UTC+8) | Kogileswaran 13' | Externe link | 36', 43' Irfan 50' Arhan 82' Baggott | Nationaal Stadion, Singapore Toeschouwers: 7.082 Scheidsrechter: Ammar Ebrahim Mahfoodh (BHR) |

## Knock-outfase
|  | Halve finale | Halve finale | Halve finale | Halve finale | Halve finale |   |         | Finale    | Finale | Finale | Finale | Finale |
|  |              |              |              |              |              |   |         |           |        |        |        |        |
|  | A2           | Singapore    | 1            | 2            | 3            |   |         |           |        |        |        |        |
|  | B1           | Indonesië    | 1            | 4            | 5            |   |         |           |        |        |        |        |
|  | B1           | Indonesië    | 1            | 4            | 5            |   | H1      | Indonesië | 0      | 2      | 2      |        |
|  |              |              |              |              |              |   | H1      | Indonesië | 0      | 2      | 2      |        |
|  |              | H2           | Thailand     | 4            | 2            | 6 |         |           |        |        |        |        |
|  | B2           | H2           | Thailand     | 4            | 2            | 6 | Vietnam | 0         | 0      | 0      |        |        |
|  | B2           |              |              |              |              |   | Vietnam | 0         | 0      | 0      |        |        |
|  | A1           | Thailand     | 2            | 0            | 2            |   |         |           |        |        |        |        |

### Halve finale
|                                                   |            |              |           |                                                                                  |
| 22 december 2021 «onderlinge duels» 20:30 (UTC+8) | Singapore  | 1–1          | Indonesië | Nationaal Stadion, Kallang Toeschouwers: 9.952 Scheidsrechter: Kim Hee-gon (KOR) |
| 22 december 2021 «onderlinge duels» 20:30 (UTC+8) | Ikhsan 70' | Externe link | 28' Witan | Nationaal Stadion, Kallang Toeschouwers: 9.952 Scheidsrechter: Kim Hee-gon (KOR) |

|                                                   |                                                             |                |                                  |                                                                                            |
| 25 december 2021 «onderlinge duels» 20:30 (UTC+8) | Indonesië Walian 11' Arhan 87' Shawal 91' (e.d.) Egy 105+2' | 4–2 (5–3 agg.) | Singapore 45+4' Song 74' Shahdan | Nationaal Stadion, Kallang Toeschouwers: 9.982 Scheidsrechter: Kassem Matar Al-Hatmi (OMA) |
| 25 december 2021 «onderlinge duels» 20:30 (UTC+8) |                                                             |                |                                  | Nationaal Stadion, Kallang Toeschouwers: 9.982 Scheidsrechter: Kassem Matar Al-Hatmi (OMA) |

|                                                   |         |              |                    |                                                                                        |
| 23 december 2021 «onderlinge duels» 20:30 (UTC+8) | Vietnam | 0–2          | Thailand           | Nationaal Stadion, Kallang Toeschouwers: 7.355 Scheidsrechter: Saoud Ali Al-Adba (QAT) |
| 23 december 2021 «onderlinge duels» 20:30 (UTC+8) |         | Externe link | Chanathip 14', 23' | Nationaal Stadion, Kallang Toeschouwers: 7.355 Scheidsrechter: Saoud Ali Al-Adba (QAT) |

|                                                   |          |                |         |                                                                                           |
| 26 december 2021 «onderlinge duels» 20:30 (UTC+8) | Thailand | 0–0 (2–0 agg.) | Vietnam | Nationaal Stadion, Kallang Toeschouwers: 8.121 Scheidsrechter: Ahmad Yacoub Ibrahim (JOR) |
| 26 december 2021 «onderlinge duels» 20:30 (UTC+8) |          |                |         | Nationaal Stadion, Kallang Toeschouwers: 8.121 Scheidsrechter: Ahmad Yacoub Ibrahim (JOR) |

### Finale
|                                                   |           |              |                                           |                                                                                        |
| 29 december 2021 «onderlinge duels» 20:45 (UTC+8) | Indonesië | 0–4          | Thailand                                  | Nationaal Stadion, Kallang Toeschouwers: 6.290 Scheidsrechter: Shukri Al-Hunfush (KSA) |
| 29 december 2021 «onderlinge duels» 20:45 (UTC+8) |           | Externe link | 2', 52' Chanathip 67' Supachok 83' Bordin | Nationaal Stadion, Kallang Toeschouwers: 6.290 Scheidsrechter: Shukri Al-Hunfush (KSA) |

|                                                 |                                |                |                               |                                                                                          |
| 1 januari 2022 «onderlinge duels» 20:45 (UTC+8) | Thailand Adisak 54' Sarach 56' | 2–2 (6–2 agg.) | Indonesië 7' Kambuaya 80' Egy | Nationaal Stadion, Kallang Toeschouwers: 7.429 Scheidsrechter: Ahmed Faisal Al-Ali (JOR) |
| 1 januari 2022 «onderlinge duels» 20:45 (UTC+8) |                                |                |                               | Nationaal Stadion, Kallang Toeschouwers: 7.429 Scheidsrechter: Ahmed Faisal Al-Ali (JOR) |

1996 · 1998 · 2000 · 2002 · 2004 · 2007 · 2008 · 2010 · 2012 · 2014 · 2016 · 2018 · 2020 · 2022 · 2024